# Catharina Clas
Catharina Clas (* 30. Juli 1982 in Prien am Chiemsee) ist eine deutsche Kinder- und Jugendbuchautorin. 

## Leben
Nachdem Catharina Clas 2002 ihr Abitur im unterfränkischen Mellrichstadt gemacht hatte, begann sie ein Sinologiestudium an der Julius-Maximilians-Universität in Würzburg und am European Center for Chinese Studies an der Peking University, wo sie 2004 ein Auslandssemester absolvierte. 2005 schloss sie ihr Studium mit dem Bachelor of Arts  ab. 
Zunächst arbeitete  Clas als Verkaufs- und Teamassistentin und später als Office Managerin bei  Unternehmen in München und London. Anschließend kehrte Catharina Clas in ihre unterfränkische Heimat zurück und machte sich 2012 als Autorin selbstständig. 
Erste Geschichten und Romanentwürfe entstanden bereits seit 2006. Obwohl Bücher schon seit ihrer Kindheit einen festen Bestandteil ihres Lebens darstellten, war das Schreiben zunächst nur ein Hobby. Sechs Jahre später machte sie dieses schließlich zum Beruf. Ihr erstes Kinderbuch Anton aus der Amselgasse erschien 2013 beim Papierfresserchens MTM Verlag. 2014 trug sie zur Anthologie Noch 24 Geschichten bis Weihnachten des Thienemann-Esslinger Verlags bei. In den Jahren 2015 und 2016 folgten dann die Jugendromane Wir zwei für immer und Der eine Andere im bloomoon Verlag. 
Catharina Clas lebt in Ostheim vor der Rhön. 

## Werke (Auswahl)
- Anton aus der Amselgasse. Papierfresserchens MTM Verlag, Lindau 2013, 66 Seiten, ISBN 978-3-8619-6254-0.
- Esslingers Erzählungen: Noch 24 Geschichten bis Weihnachten. Esslinger Verlag, Stuttgart 2014, 112 Seiten, ISBN 978-3-4802-3188-1.
- Wir zwei für immer. bloomoon, München 2015, 240 Seiten, ISBN 978-3-8458-0797-3.
- Der eine Andere. bloomoon, München 2016, 208 Seiten, ISBN 978-3-8458-1125-3.
- Die Bommelbande. Kamele küsst man nicht. AMEET Verlag, München 2017, 176 Seiten, ISBN 978-3-96080-094-1.